# Перенос столицы Бразилии из Рио-де-Жанейро в Бразилиа
Перенос столицы Бразилии из Рио-де-Жанейро в Бразилиа — перенос столицы в Бразилии (второй по счёту), официально состоявшийся 21 апреля 1960 года, из Рио-де-Жанейро в специально построенный для выполнения столичных функций город Бразилиа. В отличие от предыдущего, инициированного португальской колониальной администрацией, данный перенос был организован властями самой республики — левоцентристским президентом Жуселину Кубичеком ди Оливейрой. Он значительно повлиял на социально-экономическую жизнь республики, переориентировав внутренние миграционные потоки и улучшив инфраструктуру внутренних регионов страны.
Переносу предшествовали довольно пассивная дискуссионная фаза (с 1890-х) и активный период подготовки (1955—1960 годы). После переноса так называемый пилотный план Бразилии регулировал развитие столицы, население которой выросло со 140 тыс. чел. в 1960 году до 2 608 тыс. (по оценке на 2009 год). По уровню ВВП на душу населения Бразилиа теперь занимает второе место в стране (после города Витория), но отличается высоким уровнем преступности (в среднем 2 убийства в день). Несмотря на проекты «город будущего», вокруг Бразилиа выросла обширная полоса трущоб бедноты (фавелы).

## Предыстория

### Колониальная Бразилия
Со времени первого организованного восстания против португальского правления в конце XVIII века высказывалось желание построить новую столицу в Бразилии. Да и сами португальские власти осознавали необходимость переноса столицы страны вглубь её территории с целью обезопасить португальскую администрацию от нападений морских сил иностранных государств (основными колониальными соперниками в Бразилии были Нидерланды и Франция). Однако недостаток инфраструктуры на диком западе страны был причиной нежелания населения покидать уже обжитые прибрежные регионы. Поэтому в первый раз (в 1763 году) столица была перенесена не вглубь страны, а с северо-восточного побережья на юго-восточное, из Салвадора в Рио-де-Жанейро.

## Независимая Бразилия
Вскоре после того, как Бразилия получила в 1822 году независимость, бразильский государственный деятель Жозе Бонифасиу ди Андрада-и-Силва предложил назвать будущую столицу Бразилиа — как в XVII веке картографы уже называли всю страну.

### Современность
В новой Конституции страны 1891 года оговаривалось, что на Бразильском плоскогорье должны быть выделены 14 000 квадратных километров саванны. Там, примерно в тысяче километрах от побережья, предполагалось построить новую столицу. Политики считали, что перенос столицы из Рио-де-Жанейро вглубь страны послужит толчком для развития обширных внутренних областей страны. Однако в течение последующих 50 лет так ничего и не предпринималось. В 1955 году в истории Бразилиа наконец закончился период бездействия и начался период бурной деятельности.

### Пилотный план Бразилии
В отличие от планов других кандидатов, пилотный план Бразилии Лусио Косты состоял всего из нескольких эскизов и страниц рукописного текста — целый город в конверте из коричневатой бумаги. Он просил жюри извинить его за такой схематичный набросок и добавил, что если он не подойдёт, то тогда его будет легко уничтожить, не отнимая понапрасну ни своё, ни чужое время. Однако жюри понравился его проект, и оно решило, что этот план «ясен и прост по своей сути».
С учётом рельефа местности и зоны затопления водохранилища Параноа «пилотный план» фактически является адаптацией аналогичного проекта, предложенного Луисом Крулсом в 1893 году. Большинство административных и общественных зданий в городе построено по проекту известного бразильского архитектора Оскара Нимейера.